# Dubyno
Dubyno (ukrajinsky Дубино, maďarsky Dubina nebo Dubi) je osada obce Obava, v okrese Mukačevo, v Zakarpatské oblasti Ukrajiny. Patří do Čynadijevské vesnické komunity. V roce 2025 zde žilo 694 obyvatel.

## Místní části
- Svjatelec (ukrajinsky Святелець)
- Balmuš (ukrajinsky Балмуш)

## Historie
První písemná zmínka o vsi pochází z roku 1649. V roce 1910 zde žilo 148 obyvatel, z toho 8 Maďarů, 138 Němců a 2 Rusíni. Do uzavření Trianonské smlouvy byla ves součástí Uherska, poté byla součástí Československé první republiky. V roce 1922 byla vedena pod názvem Duby (maďarsky Dubi).